# Madinat 'Isa
Madinat 'Isa (Ciudad Isa) (en árabe المحرق) es una localidad de Baréin en la gobernación Central. Su nombre es un homenaje a Isa ibn Salman Al Khalifah, gobernante desde 1961 hasta 1999.
La ciudad es famosa por su tradicional mercado. Alberga una gran cantidad de escuelas privadas en una región relativamente pequeña, en la que también se encuentra la sede local de la Universidad de Baréin.
Hasta 2002 también fue un municipio de los doce (luego once) de Baréin, tras haber sido separado en 1988 de al Mintaqah al Wusta. En la actualidad hace parte de Gobernación Central.